# Moriwaki Engineering
La Moriwaki è un'azienda ed un team motociclistico giapponese che produce telai per moto da corsa.
Ha partecipato al motomondiale come costruttore e partecipa al Campionato giapponese Superbike con moto di marca Honda, visto che il suo team manager e proprietario Mamoru Moriwaki è legato da anni alla casa giapponese.

## Motomondiale
La Moriwaki ha corso alcuni Gran Premi in MotoGP con la propria MD211VF motorizzata Honda dal 2003 al 2005, usufruendo di wild card. Il debutto della moto è avvenuto nel Gran Premio del Giappone con Tamaki Serizawa, che ha corso anche a Motegi, concludendo in entrambi i casi fuori dalla zona punti.
Nel 2004 le presenze sono state cinque, le prime tre con Andrew Pitt, che ha corso in Italia, in Catalogna e a Brno, le altre due con Olivier Jacque, che ha gareggiato in Giappone e a Valencia; i due piloti hanno totalizzato 7 punti, che hanno classificato il costruttore al 9º posto. L'anno successivo si è presentata al via del Gran Premio della Cina con Tohru Ukawa, che è entrato in zona punti, e successivamente al GP di casa con Naoki Matsudo, che però non ha concluso la gara. L'unico punto conquistato è valso l'ottavo posto in classifica costruttori, a pari punti con la Proton KR.

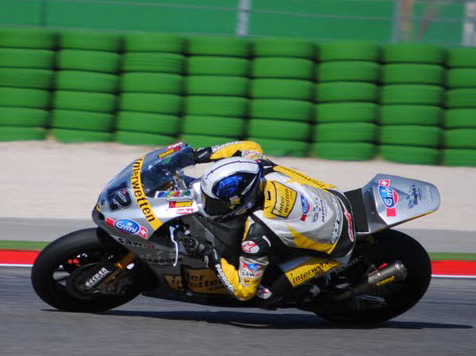
La MD600 con Thomas Lüthi alla guida nel 2010.

Nel 2010 la Moriwaki ha fatto il suo rientro nel motomondiale come fornitore di telai nella classe Moto2 per alcuni team e piloti, tra cui Toni Elías, che a bordo della MD600 ha vinto 7 gare e si è laureato campione; nel mondiale costruttori si è piazzata con 309 punti al secondo posto dietro alla Suter. Nel 2011 si è registrata una sola vittoria, nell'ultima gara della stagione a Valencia con Michele Pirro, che con il suo 9º posto finale è stato anche il migliore nella classifica piloti in sella ad una Moriwaki; per quanto riguarda invece la classifica relativa ai costruttori, il risultato finale è stato il 6º posto con 138 punti. Nel 2012 le MD600 vengono affidate a cinque piloti di diversi Team. Nessuno ottiene vittorie. Nel 2013 partecipa ancora alla Moto2, senza ottenere punti validi per la classifica mondiale. Nel 2014 partecipa al solo Gran Premio del Giappone con il pilota locale Yūki Takahashi che chiude la gara al 26º posto. Nel 2015 Takahashi è nuovamente wild card in Giappone, col quattordicesimo posto va ad ottenere punti in classifica. Moriwaki torna a calcare le scene del motomondiale nel 2024, in questo caso solamente come squadra utilizzando motociclette Kalex. Prende parte al Gran Premio di casa a Sepang con due piloti wild card: Muhammad Helmi (ventitreesimo in gara) e Khairul Idham Pawi non partito.

## Campionato giapponese Superbike
Nel 2005, parallelamente al progetto di partecipare al Campionato mondiale MotoGP, prende parte al campionato giapponese Superbike con la denominazione di Team Moriwaki Motul Tiger Racing usando una Honda CBR 1000RR ed ingaggiando come pilota Naoki Matsudo, che al termine del campionato nipponico si classifica ottavo nella graduatoria generale con 62 punti. Nel 2006 prosegue la partecipazione al campionato nipponico di Superbike con la denominazione di Team Moriwaki Motul Racing, mantenendo la stessa moto della anno precedente ma sostituendo il giapponese Matsudo con il britannico Alex Camier, che al termine delle sette prove valide per il campionato si posiziona 18º nella classifica generale con 11 punti. Nel 2007, sempre confermando la Honda CBR1000RR come moto, raddoppia la sua presenza in griglia di partenza ingaggiando come piloti i giapponesi Tatsuya Yamaguchi e Shogo Moriwaki, mantenendo la denominazione di Team Moriwaki Motul Racing. Al termine dell'annata Yamaguchi si piazza 7º nella classifica generale con 98 punti, mentre Moriwaki è 13° con 64 punti.

## Campionato mondiale Superbike
Nel 2019 la compagine giapponese è impegnata, assieme al team italiano Althea Racing, nello sviluppo della Honda CBR1000RR per il mondiale Superbike. Le due moto gestite attraverso questa particolare joint-venture sono affidate al britannico Leon Camier e al giapponese Ryūichi Kiyonari. Camier è costretto a saltare gran parte della stagione causa infortunio, il suo posto in squadra viene preso dai fratelli Takumi e Yūki Takahashi. La stagione si conclude con Honda al quinto posto tra i costruttori, miglior risultato stagionale è il settimo posto in Gara1 a Magny-Cours ottenuto proprio da Leon Camier al rientro dall'infortunio. Il 2020 vede proseguire la collaborazione con Althea Racing, portando in pista due motociclette affidate a Takumi Takahashi e Lorenzo Gabellini, a partire dal Gran Premio d'Aragona le strade dei due team si separano. Moriwaki porta a termine la stagione mondiale con Takahashi, ventiduesimo nel mondiale e dodicesimo tra gli indipendenti; mentre Althea e Gabellini proseguono nel campionato italiano Superbike. Nell'ultima gara stagionale Moriwaki mette in pista una seconda motocicletta, fa il suo esordio infatti il brasiliano Eric Granado come wild card conquistando un punto. Nel 2021 il team schiera una sola CBR1000RR-R affidata a Leandro Mercado, sostituito in occasione del Gran Premio di Most da Alessandro Delbianco. La stagione si chiude con Mercado al ventunesimo posto tra i piloti e decimo nel Trofeo Indipendenti.
Nel 2022 al confermato Mercado viene affiancato Hafizh Syahrin, proveniente dal Motomondiale, che salta qualche gara per infortunio. La stagione si chiude al tredicesimo posto nella classifica a squadre. Nel 2023 il team si schiera nuovamente con Syahrin affiancato da Eric Granado, entrambi costretti a saltare alcuni eventi per infortunio venendo sostituiti di volta in volta da altri quattro piloti. Con undici punti conquistati, Moriwaki si conferma al tredicesimo posto in classifica a squadre. Nel 2024 vengono promossi in Superbike i due piloti Supersport dell'annata precedente. Con qualche punto la stagione si conclude al quattordicesimo posto tra i Team.

## Campionato mondiale Supersport
Nel 2023 il team fa il suo esordio nel mondiale Supersport. Vengono messe in pista due CBR600RR affidate ad Adam Norrodin e Tarran Mackenzie. Il modello di motocicletta schierato inizia la stagione con i risultati sub iudice in attesa di omologazione; tale omologazione arriva a fine aprile ossia alla vigilia del Gran Premio di Assen. Mentre Norrodin salta alcune gare per infortunio, venendo sostituito dal fratello Muhammad, Mackenzie disputa l'intero campionato andando a cogliere un'insperata vittoria in occasione di gara due del Gran Premio di Most in condizioni di meteo variabile. L'annata si conclude al quattordicesimo posto in classifica a squadre. I nuovi piloti per il 2024 sono Kaito Toba e Khairul Idham Pawi, che ottengono qualche sporadico piazzamento a punti.